# Forêts humides subtropicales de l'Indochine septentrionale
Les forêts humides subtropicales de l'Indochine septentrionale forment une région écologique identifiée par le Fonds mondial pour la nature (WWF) comme faisant partie de la liste « Global 200 », c'est-à-dire considérée comme exceptionnelle au niveau biologique et prioritaire en matière de conservation. Elle regroupe deux écorégions terrestres appartenant à deux écozones distinctes :
- les forêts subtropicales de l'Indochine septentrionale, dans l'Indomalais ;
- les forêts sempervirentes subtropicales du plateau du Yunnan, dans le Paléarctique.